# Francia labdarúgó-bajnokság (másodosztály)
A Ligue 2 a másodosztály a francia labdarúgásban. Ez a második ligák közül az egyik amelyet az LFP talált ki, a másik a Ligue 1, amely Franciaország legfelső osztálya.
20 csapat játszik egymás ellen, kétszer a szezon folyamán, amely összesen 38 mérkőzést eredményez. A szezon végén az első három helyezett feljut a Ligue 1-be a következő szezonra, míg a Ligue 1 utolsó három csapata  kiesik a Ligue 2-be. A Ligue 2 utolsó három csapata kiesik a Championnat National-ba, amely a francia harmadosztály.

## Eddigi bajnokok
| - 1933/34 : Red Star Paris - 1934/35 : Metz - 1935/36 : Rouen - 1936/37 : Marseille - 1937/38 : Lens - 1938/39 : Red Star Paris - 1939~45 : Nem volt megtartva - 1945/46 : Nancy - 1946/47 : Sochaux - 1947/48 : Nice - 1948/49 : Lens (hivatalosan: 1. FC Saarbrücken) - 1949/50 : Nîmes - 1950/51 : Lyon - 1951/52 : Stade Français - 1952/53 : Toulouse - 1953/54 : Lyon - 1954/55 : CS Sedan Ardennes - 1955/56 : Rennes - 1956/57 : Alès - 1957/58 : Nancy - 1958/59 : Le Havre - 1959/60 : Grenoble - 1960/61 : SO Montpellier - 1961/62 : Grenoble |  | - 1962/63 : Saint-Étienne - 1963/64 : Lille - 1964/65 : Nice - 1965/66 : Reims - 1966/67 : Ajaccio - 1967/68 : Bastia - 1968/69 : Angers - 1969/70 : Nice - 1970/71 : Paris Saint-Germain - 1971/72 : Valenciennes - 1972/73 : Lens - 1973/74 : Lille - 1974/75 : Nancy - 1975/76 : Angers - 1976/77 : Strasbourg - 1977/78 : Lille - 1978/79 : Gueugnon - 1979/80 : Auxerre - 1980/81 : Brest - 1981/82 : Toulouse - 1982/83 : Rennes - 1983/84 : Tours - 1984/85 : Le Havre - 1985/86 : RC Paris |  | - 1986/87 : Montpellier - 1987/88 : Strasbourg - 1988/89 : Lyon - 1989/90 : Nancy - 1990/91 : Le Havre - 1991/92 : Bordeaux - 1992/93 : Martigues - 1993/94 : Nice - 1994/95 : Marseille - 1995/96 : Caen - 1996/97 : Châteauroux - 1997/98 : Nancy - 1998/99 : Saint-Étienne - 1999/00 : Lille - 2000/01 : Sochaux - 2001/02 : Ajaccio - 2002/03 : Toulouse - 2003/04 : Saint-Étienne - 2004/05 : Nancy - 2005/06 : Valenciennes - 2006/07 : Metz - 2007/08 : Le Havre - 2008/09 : Lens - 2009/10 : Caen |  | - 2010/11: Evian - 2011/12: Bastia - 2012/13: Monaco - 2013/14: Metz - 2014/15: Troyes - 2015/16: Nancy - 2016/17: RC Strasbourg - 2017/18: Stade de Reims - 2018/19: Metz - 2019/20: Lorient - 2020/21: Troyes - 2021/22: Toulose - 2022/23: Le Havre - 2023/24: Auxerre - 2024/25: Lorient |

## Legtöbb gól
| Év                  | Gól                  | Legjobb góllövő(k)                                                                                         | Klub(bok)                                           |
| 1934                | 54 gól               | Jean Nicolas                                                                                               | FC Rouen                                            |
| 1935                | 30 gól               | Jean Nicolas                                                                                               | FC Rouen                                            |
| 1936                | 45 gól               | Jean Nicolas                                                                                               | FC Rouen                                            |
| 1937                | 30 gól               | Viktor Spechtl                                                                                             | RC Lens                                             |
| 1938                | 29 gól               | Hugo Lammana                                                                                               | CA Paris                                            |
| 1939                | 39 gól               | Harold Newell Planques                                                                                     | US Boulogne Toulouse FC (1937)                      |
| Második világháború |                      | |                                                     |
| 1946                | 27 gól               | Guy Campiglia                                                                                              | SCO Angers                                          |
| 1947                | 45 gól               | Jozef "Pépé" Humpal                                                                                        | FC Sochaux                                          |
| 1948                | 28 gól               | Henri Arnaudeau                                                                                            | Girondins de Bordeaux                               |
| 1949                | 41 gól               | Camille Libar                                                                                              | Girondins de Bordeaux                               |
| 1950                | 27 gól               | Edmund Haan                                                                                                | Nîmes Olympique                                     |
| 1951                | 23 gól               | Thadée Cisowski                                                                                            | FC Metz                                             |
| 1952                | 34 gól               | Egon Jonsson                                                                                               | Stade Français football                             |
| 1953                | 27 gól               | Bror Mellberg                                                                                              | Toulouse FC (1937)                                  |
| 1954                | 36 gól               | Jean Courteaux                                                                                             | RC Paris                                            |
| 1955                | 40 gól               | Petrus Van Rhijn                                                                                           | Valenciennes Football Club                          |
| 1956                | 32 gól               | Petrus Van Rhijn                                                                                           | Valenciennes Football Club                          |
| 1957                | 27 gól               | Fernand Devlaeminck                                                                                        | Lille OSC                                           |
| 1958                | 29 gól               | Egon Jonsson                                                                                               | FC Nancy                                            |
| 1959                | 31 gól               | Petrus Van Rhijn                                                                                           | Stade Français football                             |
| 1960                | 29 gól               | Claude Corbel                                                                                              | FC Rouen                                            |
| 1961                | 28 gól               | Casimir Kozakiewicz                                                                                        | RC Strasbourg                                       |
| 1962                | 21 gól               | Serge Masnaghetti                                                                                          | Valenciennes Football Club                          |
| 1963                | 24 gól               | Ernesto Gianella                                                                                           | AS Béziers (football)                               |
| 1964                | 21 gól               | Abderrhamane Soukhane                                                                                      | Le Havre AC                                         |
| 1965                | 22 gól               | Anton Groschulski                                                                                          | Red Star Saint-Ouen                                 |
| 1966                | 30 gól               | Pierre Ferrazzi                                                                                            | Grenoble Foot 38                                    |
| 1967                | 23 gól               | Étienne Sansonetti                                                                                         | SC Bastia                                           |
| 1968                | 26 gól               | Jacques Bonnet                                                                                             | Avignon Football 84                                 |
| 1969                | 55 gól               | Gérard Grizetti                                                                                            | AS Angoulême                                        |
| 1970                | 21 gól               | Robert Blanc                                                                                               | FC Nancy                                            |
| 1971                | 20 gól               | Észak : Yves Triantafyllos Közép : Robert Blanc Dél : Emmanuel Koum                                        | US Boulogne Limoges Foot 87 AS Monaco               |
| 1972                | 20 gól 28 gól 40 gól | A csoport: Pierre Pleimelding B csoport : Yegba Maya Joseph C csoport : Marco Molitor                      | Troyes AC Valenciennes Football Club RC Strasbourg  |
| 1973                | 21 gól 31 gól        | A csoport: Eugeniusz Faber B csoport : Gérard Tonnel                                                       | RC Lens Troyes AC                                   |
| 1974                | 26 gól 24 gól        | A csoport: Erwin Wilczek B csoport: Nestor Combin                                                          | Valenciennes Football Club Red Star Saint-Ouen      |
| 1975                | 25 gól 28 gól        | A csoport: Georges Tripp B csoport : Jean Martinez                                                         | Stade Laval AS Nancy                                |
| 1976                | 22 gól 25 gól        | A csoport: Bozidar Antic B csoport : Marc Berdoll                                                          | SM Caen SCO Angers                                  |
| 1977                | 30 gól 24 gól        | A csoport: Delio Onnis B csoport: Albert Gemmrich                                                          | AS Monaco RC Strasbourg                             |
| 1978                | 19 gól 23 gól        | A csoport: Pierre Giudicelli B csoport : Jean-Claude Garnier B csoport : Pierre-Antoine Dossevi            | Olympique Alès USL Dunkerque Tours FC               |
| 1979                | 24 gól 26 gól        | A csoport: Antoine Trivino B csoport : Patrice Martet                                                      | FC Gueugnon Stade Brestois                          |
| 1980                | 16 gól 19 gól        | A csoport: Alain Polaniok A csoport: Bernard Ferrigno B csoport : Jacky Vergnes B csoport: Robert Pintenat | Stade de Reims Tours FC Montpellier HSC Toulouse FC |
| 1981                | 32 gól 22 gól        | A csoport: Robert Pintenat B csoport: Marcel Campagnac                                                     | Toulouse FC Sporting Club Abbeville                 |
| 1982                | 18 gól 25 gól        | A csoport: Marc Pascal B csoport: Zarko Olaveric B csoport: Isiaka Ouattara                                | Olympique de Marseille Le Havre AC FC Mulhouse      |
| 1983                | 28 gól 18 gól        | A csoport: Wlodzimierz Lubanski B csoport: Christian Dalger                                                | Valenciennes Football Club Sporting Toulon Var      |
| 1984                | 23 gól               | A csoport: Mario Relmy B csoport: Omar Da Fonseca                                                          | Limoges Foot 87 Tours FC                            |
| 1985                | 27 gól 28 gól        | A csoport: John Eriksen B csoport : Jorge Dominguez                                                        | FC Mulhouse OGC Nice                                |
| 1986                | 22 gól 29 gól        | A csoport: Jean-Marc Valadier B csoport: Eugene N'Goy Kabongo                                              | Montpellier HSC RC Paris                            |
| 1987                | 22 gól 21 gól        | A csoport: Zvonko Kurbos B csoport : Gaspard N'Gouete                                                      | FC Mulhouse SC Bastia                               |
| 1988                | 18 gól 26 gól        | A csoport: Jean-Pierre Orts A csoport: Stéphane Paille B csoport: Patrice Martet                           | Olympique Lyonnais FC Sochaux FC Rouen              |
| 1989                | 22 gól 27 gól        | A csoport: Roberto Cabañas B csoport : Robby Langers                                                       | Stade Brestois US Orléans                           |
| 1990                | 26 gól 21 gól        | A csoport: Didier Monczuk B csoport: Jean-Pierre Orts                                                      | RC Strasbourg FC Rouen                              |
| 1991                | 23 gól 19 gól        | A csoport: Didier Monczuk B csoport : Christophe Lagrange                                                  | RC Strasbourg SCO Angers                            |
| 1992                | 22 gól 21 gól        | A csoport: Jean-Pierre Orts B csoport: Didier Monczuk                                                      | FC Rouen RC Strasbourg                              |
| 1993                | 21 gól 18 gól        | A csoport: Franck Priou B csoport: Jean-Pierre Orts                                                        | AS Cannes FC Rouen                                  |
| 1994                | 27 gól               | Yannick Le Saux                                                                                            | Stade Briochin                                      |
| 1995                | 31 gól               | Tony Cascarino                                                                                             | Olympique Marseille                                 |
| 1996                | 30 gól               | Tony Cascarino                                                                                             | Olympique Marseille                                 |
| 1997                | 23 gól               | Samuel Michel                                                                                              | FC Sochaux                                          |
| 1998                | 20 gól               | Reginald Ray                                                                                               | Le Mans Union Club 72                               |
| 1999                | 20 gól               | Hamed Diallo                                                                                               | Stade Laval                                         |
| 2000                | 17 gól               | Amara Traoré                                                                                               | FC Gueugnon                                         |
| 2001                | 21 gól               | Francileudo Santos                                                                                         | FC Sochaux                                          |
| 2002                | 18 gól               | Hamed Diallo                                                                                               | Amiens SC                                           |
| 2003                | 20 gól               | Cédric Fauré                                                                                               | Toulouse FC                                         |
| 2004                | 17 gól               | David Suarez                                                                                               | Amiens SC                                           |
| 2005                | 24 gól               | Bakari Koné                                                                                                | FC Lorient                                          |
| 2006                | 16 gól               | Jean-Michel Lesage                                                                                         | Le Havre AC                                         |
| 2007                | 18 gól               | Steve Savidan                                                                                              | Valenciennes Football Club                          |
| 2007                | 18 gól               | Jean-Michel Lesage                                                                                         | Le Havre AC                                         |
| 2007                | 18 gól               | Kandia Traore                                                                                              | Le Havre AC                                         |
| 2008                | 28 gól               | Guillaume Hoarau                                                                                           | Le Havre AC                                         |
| 2009                | 18 gól               | Grégory Thil                                                                                               | US Boulogne                                         |
| 2010                | 21 gól               | Olivier Giroud                                                                                             | Tours FC                                            |
| 2011                | 23 gól               | Sebastián Ribas                                                                                            | Dijon FCO                                           |
| 2012                | 15 gól               | Cédric Fauré                                                                                               | Reims                                               |
| 2013                | 23 gól               | Mustapha Yatabaré                                                                                          | EA Guingamp                                         |
| 2014                | 23 gól               | Andy Delort & Mathieu Duhamel                                                                              | Tours FC & SM Caen                                  |
| 2015                | 18 gól               | Mickaël Le Bihan                                                                                           | Le Havre AC                                         |
| 2016                | 17 gól               | Famara Diedhiou                                                                                            | Clermont Foot                                       |
| 2017                | 22 gól               | Adama Niane                                                                                                | ES Troyes AC                                        |
| 2018                | 24 gól               | Umut Bozok                                                                                                 | Nimes Olympique                                     |
| 2019                | 27 gól               | Gaëtan Charbonnier                                                                                         | Stade Brestois 29                                   |
| 2020                | 20 gól               | Tino Kadewere                                                                                              | Le Havre AC                                         |
| 2021                | 22 gól               | Mohamed Bayo                                                                                               | Clermont Foot                                       |
| 2022                | 20 gól               | Rhys Healey                                                                                                | Toulouse FC                                         |
| 2023                | 23 gól               | Georges Mikautadze                                                                                         | FC Metz                                             |
| 2024                | 22 gól               | Alexandre Mendy                                                                                            | SM Caen                                             |
| 2025                | 22 gól               | Eli Junior Kroupi                                                                                          | FC Lorient                                          |

## Külső hivatkozások
- Hivatalos LFP weboldal (Francia)